# Crematogaster latuka
Crematogaster latuka är en myrart som beskrevs av Weber 1943. Crematogaster latuka ingår i släktet Crematogaster och familjen myror. Inga underarter finns listade i Catalogue of Life.